# 큰아덴저빌
큰아덴저빌(Gerbillus poecilops)은 황무지쥐아과에 속하는 설치류의 일종이다. 사우디아라비아와 예멘에서 발견된다.

## 생태
연중 번식을 하고, 가을과 겨울에 최고점에 달한다.

## 분포 및 서식지
홍해와 서쪽으로 아덴만 극서 지역 일부와 예멘 남부, 사우디아라비아 남서부 지역의 해안가 산맥의 토착종이다. 민가와 창고, 경작지 근처의 모래 지역에서 서식한다.